# Noel Yvri Sandwith
Noel Yvri Sandwith (Harworth, Nottinghamshire, 8 de setembro de 1901 — Kew, 7 de maio de 1965) foi um botânico e taxonomista que se destacou no estudo da flora sul-americana. 

## Biografia
Nasceu em Nottinghamshire, filho de Edward Pitcairn Sandwith e da botânica Cecil Ivry Sandwith.
Em 1924 começou a trabalhar nos Jardins Botânicos de Kew, onde e tornou especialista na família Bignoniaceae, com ênfase na flora sul-americana. Realizou várias espedições botânicas às Guianas.
O seu nome é lembrado nos seguintes taxa:
- Géneros:
  - (Euphorbiaceae) Sandwithia Lanj.[1]
  - Sandwithiodendron Aubrév. & Pellegr.
  - (Sapotaceae) Sandwithiodoxa Aubrév. & Pellegr.[2]
- Espécies:
  - (Acanthaceae) Hygrophila sandwithii Bremek. in Sandwith[3]
  - (Bignoniaceae) Amphilophium sandwithii Fabris[4]
  - (Boraginaceae) Alkanna sandwithii Rech.f.[5]